# English Wine Producers
English Wine Producers (EWP) ist der Interessenverband Englischer und Walisischer Winzer. Ihm gehören mehr als 170 der insgesamt etwa 300 Britischen Weinproduzenten an. Sie besitzen eine bestockte Fläche von 1884 ha (Stand Ende 2015) und erreichen eine durchschnittliche Gesamtjahresproduktion von 4,45 Mio. Flaschen.
Der Anteil von Schaumwein liegt bei etwa zwei Drittel. Obwohl sich die Gemeinschaft Verband der Englischen Weinproduzenten nennt – zu denen auch sieben walisische Betriebe angeschlossen sind –, die ausschließlich ihre eigenen Agrarprodukte verarbeiten, ist deutlich zu Britischem Wein zu unterscheiden, bei dem auch importierte Trauben oder Traubensaftkonzentrat verarbeitet werden kann. Die Gesamtproduktion liegt durchschnittlich bei 3,8 Mio. Flaschen, schwankt aber von Jahr zu Jahr stark. In den letzten fünf Jahren lag die Produktion bei: 2010 4 Mio., 2011 3 Mio., 2012 1 Mio., 2013 4,5 Mio. und 2014 6,3 Mio. Flaschen. Alle Weine der EWP tragen ein „Protected geographical status“-Logo, entweder Protected Geographical Indication (PGI) oder das höherwertige Protected Designation of Origin PDO.

## Geschichte

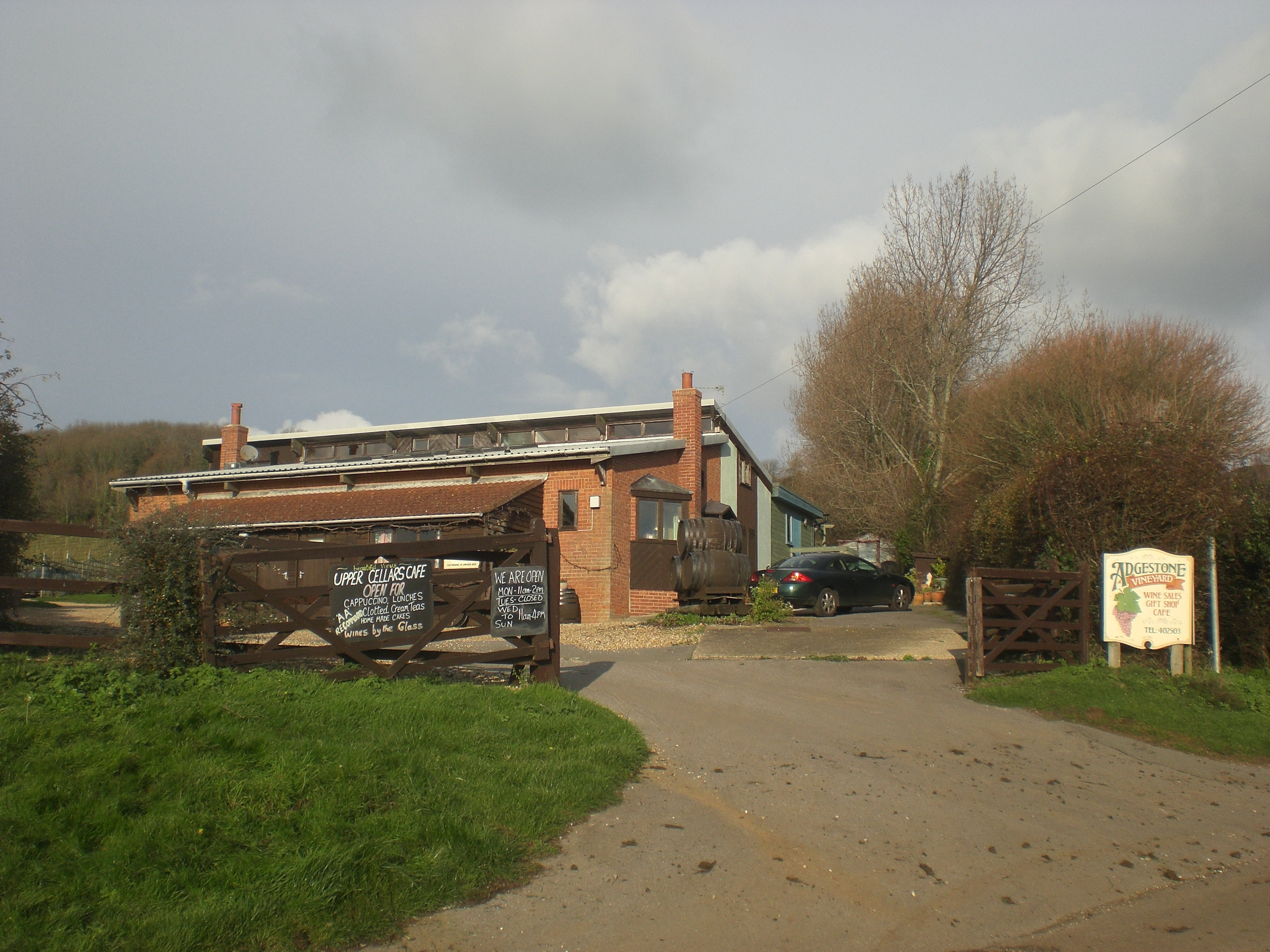
Adgestone Vineyard auf der Isle of Wight

Der Interessenverband wurde im Jahre 2000 als Vermarktungsschiene der Weinindustrie ins Leben gerufen. Einmal jährlich veranstaltet der Verband – meist in der letzten Maiwoche – die English Wine Week. Gründer und ihr langjähriger Präsident bis 2014 war Mike Roberts MBE. Daneben gibt die United Kingdom Vineyard Association (UKVA), die nicht wie die EWP die Verbindung zwischen Weinproduzenten und Konsumenten, sondern die zwischen Weinindustrie und den Regierungen in London und Brüssel im Blick hat. Der Verband existiert seit 1990. In Vermarktungsfragen und Öffentlichkeitsarbeit arbeiten die beiden Verbände zusammen.

## Anbaugebiet
Die Produktionsbetriebe sind praktisch über das ganze Land verteilt, wobei ein Schwerpunkt in den traditionellen Obstanbaugebieten südlich von London zu erkennen ist. Im Einzelnen befinden sich in der Grafschaft Kent 14 Betriebe, in Sussex 24, in Surrey sechs, in Dorset sieben, in Hampshire 16, in Wiltshire, Gloucestershire und in Worcestershire je drei, auf der Isle of Wight einer, in Cornwall fünf, in Devon und in Somerset je acht, in Herefordshire vier, in Berkshire, Buckinghamshire und Oxfordshire zusammen zwölf, in den Midlands und den nördlicheren Grafschaften zusammen 23, in der Region nordöstlich Londons (East Anglia) zusammen elf sowie auf der Kanalinsel Isles of Scilly einer.
Die beiden nördlichsten Betriebe liegen nördlich von York nahe dem 54. Breitengrad (wie Timmendorfer Strand), der westlichste nahe Penzance. Diese nördliche Lage entspricht in etwa dem äußersten Nordrand der Zone in Europa, in der Trauben überhaupt reif werden können.

## Kennzahlen
Etwa die Hälfte des Ertrages ergeben die drei Rebsorten Chardonnay (21,29 %), Pinot Noir (19,51 %) und Bacchus (9,11 %). Weitere wichtige Sorten sind Seyval Blanc, Reichensteiner, Pinot Meunier, Müller-Thurgau, Madeleine Angevine und Rondo (GM 6494/5). Alle anderen der insgesamt etwa 60 zugelassenen Rebsorten machen jeweils weniger als 3 Prozent der Anbaufläche aus (Stand August 2012). Die zehn meistangebauten Rebsorten belegten 2011 eine Fläche von 1139,83 ha, was einen Anteil von fast 80 Prozent darstellte. Weitere zugelassene, aber mit jeweils weniger als 1,5 ha (entspricht 1 Promille der Gesamtfläche) Rebfläche vertretene Sorten lauten: Zweigelt, Madeleine Sylvaner, Gamay, Optima, Albalonga, Gewürztraminer, Villaris, Findling, Cabernet Franc, Chasselas, Perle, Marechal Foch, Bolero, Ehrenfelser, Cascade, Blauburger, Manzoni Bianco, Cabernet Dorsa, Blauer Portugieser, Elbling White, Senator, Dalkauer, Heroldrebe, Nobling und Jubilaumsrebe
| Rang | Farbe | Rebsorte           | Fläche | Anteil [%] | kumm. [%] |
| ---- | ----- | ------------------ | ------ | ---------- | --------- |
| 1    | weiß  | Chardonnay         | 303,51 | 21,107     | 21,1      |
| 2    | rot   | Pinot Noir         | 278,09 | 19,339     | 40,4      |
| 3    | weiß  | Bacchus            | 129,83 | 9,029      | 49,5      |
| 4    | weiß  | Seyval Blanc       | 96,13  | 6,685      | 56,2      |
| 5    | weiß  | Reichensteiner     | 81,37  | 5,659      | 61,8      |
| 6    | rot   | Pinot Meunier      | 57,81  | 4,020      | 65,8      |
| 7    | weiß  | Müller-Thurgau     | 57,74  | 4,015      | 69,9      |
| 8    | weiß  | Madeleine Angevine | 47,31  | 3,290      | 73,1      |
| 9    | rot   | Rondo (GM 6494/5)  | 46,24  | 3,216      | 76,4      |
| 10   | weiß  | Schönburger        | 41,79  | 2,906      | 79,3      |
| 11   | weiß  | Ortega             | 33,19  | 2,308      | 81,6      |
| 12   | weiß  | Pinot Blanc        | 23,54  | 1,637      | 83,2      |
| 13   | rot   | Regent             | 23,03  | 1,601      | 84,8      |
| 14   | weiß  | Phoenix            | 22,80  | 1,585      | 86,4      |
| 15   | rot   | Frühburgunder      | 20,13  | 1,400      | 87,8      |
| 16   | rot   | Dornfelder         | 19,38  | 1,348      | 89,1      |
| 17   | weiß  | Huxelrebe          | 17,32  | 1,204      | 90,4      |
| 18   | rot   | Triomphe           | 15,04  | 1,046      | 91,4      |
| 19   | weiß  | Siegerrebe         | 13,73  | 0,955      | 92,4      |
| 20   | weiß  | Solaris            | 12,19  | 0,847      | 93,2      |
| 21   | weiß  | Ruländer           | 11,92  | 0,829      | 94,0      |
| 22   | weiß  | Orion              | 9,75   | 0,678      | 94,7      |
| 23   | weiß  | Auxerrois          | 9,31   | 0,648      | 95,4      |
| 24   | weiß  | Kerner             | 5,74   | 0,399      | 95,8      |
| 25   | weiß  | Kernling           | 4,92   | 0,342      | 96,1      |
| 26   | rot   | Acolon             | 4,65   | 0,323      | 96,4      |
| 27   | weiß  | Regner             | 4,50   | 0,313      | 96,7      |
| 28   | weiß  | Sauvignon Blanc    | 4,40   | 0,306      | 97,0      |
| 29   | weiß  | Würzer             | 4,37   | 0,304      | 97,3      |
| 30   | weiß  | Faberrebe          | 4,31   | 0,300      | 97,6      |
| 31   |       | sonstige           | 4,16   | 0,289      | 97,9      |
|      | rot   | Dunkelfelder       | 3,00   | 0,209      | 98,1      |
|      | rot   | Léon Millot        | 2,74   | 0,191      | 98,3      |
|      | weiß  | Riesling           | 2,40   | 0,167      | 98,5      |
|      | weiß  | Gutenborner        | 2,13   | 0,148      | 98,6      |
|      | rot   | Merlot             | 2,09   | 0,146      | 98,8      |
|      | weiß  | Scheurebe          | 1,91   | 0,133      | 98,9      |
|      |       | ohne Angaben       | 1,62   | 0,112      | 99,0      |
|      | rot   | Cabernet Sauvignon | 1,51   | 0,105      | 99,1      |

| Name                                                  | Ort                     | Besitzer                       | Spezifikation              | ha. |
| ----------------------------------------------------- | ----------------------- | ------------------------------ | -------------------------- | --- |
| Camel Valley                                          | Bodmin, Cornwall        | Familie Lindo                  | SW, Sekt; w, rs            | 7   |
| Chapel Down Winery                                    | Tenterden, Kent         | Chapel Down Wines Ltd.         | SW w, rs, r, Sekt; ES      | 10  |
| Denbies Wine Estate                                   | Dorking, Surrey         | Adrian White                   | SW w, rs, r, Sekt w        | 106 |
| Hush Heath Estate                                     | Cranbrook, Kent         | Richard Balfour-Lynn           | SW w, rs, r, Sekt w, rs; C |     |
| Nyetimber                                             | Pulborough, West Sussex | Eric Heerema                   | SW w, rs                   | 104 |
| Ridgeview Wine Estate                                 | Ditchling, East Sussex  | David Westphal (Kellermeister) | SW w, rs                   | 18  |
|                                                       |                         |                                |                            |     |
| Legende                                               |                         |                                |                            |     |
| SW = Stillwein C = Cidre w = weiß, rs = rosé, r = rot |                         |                                |                            |     |